# Vila Real (tỉnh)
Tỉnh Vila Real (tiếng Bồ Đào Nha:) là một tỉnh của Bồ Đào Nha, giáp biên giới với vùng Galicia của Tây Ban Nha. Thủ phủ tỉnh đóng tại thành phố Vila Real.

## Các khu tự quản
Tỉnh gồm 14 khu tự quản:
- Alijó
- Boticas
- Chaves
- Mesão Frio
- Mondim de Basto
- Montalegre
- Murça
- Peso da Régua
- Ribeira de Pena
- Sabrosa
- Santa Marta de Penaguião
- Valpaços
- Vila Pouca de Aguiar
- Vila Real

Bản mẫu:Khu tự quản của tỉnh Vila Real